# 二山治雄
二山 治雄（にやま はるお、1997年 - ）は、日本のバレエダンサーである。7歳のときに静バレエ・アートにてバレエを始め、小学校5年で長野県長野市の白鳥バレエ学園に入学して研鑽を積んだ。2014年2月、17歳のときにローザンヌ国際バレエコンクールで1位を受賞した。同コンクールにおける日本人出場者では、1989年の熊川哲也、2012年の菅井円加に続く3人目の1位獲得者である。同年4月には、ユース・アメリカ・グランプリでシニアの部金賞を受賞した。2025年4月1日付けで、東京バレエ団にソリストとして入団した。

## 経歴

### 初期のキャリア
長野県松本市の出身。4人きょうだいの末の子で、姉が3人いた。保育園では日本舞踊を習い、踊りに興味を抱くようになった。父は当初、姉たちを守れるように空手道場へ通わせようかと考えていたが、本人は舞踊の方を好んでいた。
地元のバレエ教室である静バレエ・アートでバレエを始めたのは7歳のときで、そのきっかけは当時好意を抱いていた女の子がやっていたからであった。小学校5年生のときに、自宅のある松本市から片道1時間以上かかる長野市の白鳥バレエ学園に入学して研鑽を積んだ。
指導者の塚田みほりは白鳥バレエ学園の主宰者塚田たまゑの娘で、名教師として知られるマリカ・ベゾブラゾヴァに師事した人物だった。塚田は入学当時の二山について「いい筋肉をしているし、身体能力は半端じゃない。ただ、どんくさかった」と評していた。塚田の指導は厳しかったが、二山は素直に聞き入れていた。白鳥バレエ学園のクラスには男の子もたくさん在籍していたため、彼らからも良い刺激を受けた。
小学校6年のときからは、バレエコンクールにも挑戦するようになった。プロとして踊ることを意識し始めたのは、中学3年生くらいであった。二山本人によれば、身長が高くなく日本人ということでいろいろなハンデがあるのではないかと不安だったという。その点については、二山の母も同様の思いを抱いていた。それでも白鳥バレエ学園の教師から後押しもあって、ローザンヌを目指すことを決意した。
二山は進学先として、松本市にある私立松本第一高校の食物科を選んだ。同校を進学先に選んだ理由は「手に職を付けるため」であり、調理師免許も取得している。
高校進学後に二山は「本格的にやりたい」と白鳥バレエ学園に申し出て、実家に近い松本市の支部と長野市の本部の双方に週6日間通うことにした。ローザンヌ国際バレエコンクールの前には、深夜2時頃まで練習に励んで白鳥バレエ学園に泊まり込み、そこから学校に通って睡眠時間は3-5時間という努力を続けていた。

### ローザンヌ国際バレエコンクール
第42回ローザンヌ国際バレエコンクールはスイス・ローザンヌのボーリュ劇場を会場として、2014年1月27日から2月1日の日程で開催された。日本などのアジア勢や北アメリカからの出場者はビデオで、南アメリカやヨーロッパ諸国からの出場者はそれぞれアルゼンチンとドイツで実施されたプリ・セレクションで事前審査を受けた。
コンクールにエントリーしたのは、15の国々から73名の若きダンサーたちだった。本選への出場権を得たのは70名で、実際に舞台に立ったのは69名だった。そのうち、日本からの参加者は参加国中最多の21名であった。
出場者は男女それぞれが「A（15-16歳）」、「B（17-18歳）」に分けられ、コンクール審査員との顔合わせともなるクラスレッスンなどを受けた。1月29日からは、クラシック・ヴァリエーションの指導が行われた。指導担当者は、男子がパトリック・アルマン、女子はモニク・ルディエールであった。1人当たり6分の持ち時間の中で1度通して踊り、それぞれに向けたアドバイスを受けた。30日には、コンテンポラリー課題曲（3曲のうちから1つ選択）の指導が実施された。
出場者が実際に舞台に立ったのは、1月31日の準決選からであった。出場者たちは衣装とメイクを舞台用に整え、ボーリュ劇場の舞台で踊った。二山はクラシックのヴァリエーション課題曲に、『ラ・バヤデール』からソロルの踊りを選んだ。コンテンポラリーは「ほぼ初心者の状態」だったというが、本人の個性である柔軟性を生かした課題曲（『ディエゴのためのソロ』）を選んだ。
二山自身は準決選について緊張のあまり自分に入り込むことができず、「悔いの残る踊りでした」と述懐していた。結果は当日中に発表され、男子13名、女子7名の計20名（うち日本人は二山を含めて男女各3名の計6名）が翌日の決選に進んだ。
二山は決選の前、指導者の勧めで美術館に行き、気分転換を図った。これが功を奏して、決選は楽に挑むことができた。鍛錬による体幹部の強さと柔軟性に富んだ身体を存分にコントロールした彼の踊りは高い評価を受け、1位受賞を果たした。受賞決定時にはすごく驚いたといい、「期間中ずっと不安だったのですが、周りの方々の応援や支えがあってこその受賞なので、これからも忘れないようにやっていきたいと思います」と感謝の言葉を述べていた。なお、このコンクールでは日本人出場者の中から前田紗江（15歳）が2位、加藤三希央（18歳）が6位に入賞を果たしている。

### ローザンヌ受賞以後
二山の受賞は日本でも大きな話題となり、テレビニュースにもなっていたため本人がびっくりしたほどであった。3月20日には総理大臣安倍晋三を訪問し、その後文化関係者文部科学大臣表彰を受けた。その他にも、いろいろなイベントや舞台への出演機会が増えて生活が一変した。その中で二山自身が印象に残っているイベントは、2014年3月28日の読売巨人軍創設80周年記念セレモニーで、東京ドームの大観衆の目前で『ボレロ』を踊ったことと、同年9月に「サイトウ・キネン・フェスティバル松本」で小澤征爾の指揮するオーケストラと共演したことであった。オーケストラの生演奏で踊るのは「サイトウ・キネン・フェスティバル松本」が初めてだったが、小澤から「歌いながら踊りなさい」とアドバイスを受け、会場の雰囲気も温かかったため気持ちよく踊ることができたという。
2014年4月には、ニューヨークで開催されるユース・アメリカ・グランプリにも挑戦した。ユース・アメリカ・グランプリは1999年の創設と歴史こそ浅いものの、マシュー・ゴールディングやセルゲイ・ポルーニンなどのスターダンサーを輩出した実績を持つコンクールであった。二山はローザンヌでの映像を見直して、塚田から数秒ごとに「ダメ出し」されるという厳しい指導を受けた。塚田は当時の二山について「スピード感が足りない。生徒としてはきちんとしているが、お客さんを喜ばせるには盛り上がりに欠ける」と指摘し、二山も「（ローザンヌ1位受賞で）少しは自信が持てましたが、外国のダンサーと比べると容姿の面で不利だと分かった。基礎に戻って一から稽古しなくてはいけないと思いました」と答えていた。
2つのコンクールは全く雰囲気が違い、ローザンヌが将来性を重視する方針をとってクラスレッスンも含めて審査されるのに対して、ユース・アメリカ・グランプリでは舞台上でのパフォーマンスだけがすべてであった。ローザンヌ1位受賞の事実が二山のプレッシャーにもなったが、順位は気にせず踊りに集中してシニアの部で金賞を受賞した。ただし、二山は「ローザンヌのときほどは思った通りに踊れなかったのが少し残念でした」と反省の言葉も述べていた。
二山はスカラシップでの留学先にサンフランシスコ・バレエ・スクール（en:San Francisco Ballet School）を選び、2014年9月から2015年5月末まで約9か月間留学した。英語もよくわからないままで現地に赴き、到着してすぐにリハーサルが始まったときには焦ったという。「トレイニー・プログラム」という高レベルの生徒を集めたクラスに入り、サンフランシスコバレエ団（en:San Francisco Ballet）の公演には小規模のパフォーマンスを含めていくつか出演した。プロの踊りに間近で接したことは、二山にとっての大きな収穫になった。サンフランシスコバレエ団の舞台出演には、『ロミオとジュリエット』での友人役もあった。

### バレエダンサーとして
留学終了後にはサンフランシスコバレエ団から入団の誘いがあったというが、ダンサーとしてさらに高みを目指し、見聞を広めてできれば高校に復学もしたいという本人の意思で日本に戻った。今後の予定について、二山は「日本を拠点に、いろいろな舞台で経験を積んでいきたいです」と述べている。将来どんな役でもこなせるようにとクラシックだけではなくコンテンポラリー作品にも取り組みたいと希望して、「何でも吸収したいと思っています」と発言した。2015年の夏には、キエフ・バレエ団の田北志のぶプロデュースによる『グラン・ガラ』公演に出演した。ボリショイ、マリインスキー、キエフなどのトップダンサーたちとの競演によって「せっかくの機会なので、彼らの踊りを見て、ロシアのバレエ・スタイルを学べたらいいなと思っています」と意欲を見せた。2016/2017年シーズンから、ワシントン・バレエ（en:The Washington Ballet）のスタジオカンパニーに入団が決定した。
2017年にはパリ・オペラ座バレエ団の外部オーディションで一位になり、同バレエ団の契約団員になる。しかし「踊りは完璧だが背が足りない」というだけの理由で、いくら努力しても素晴しい踊りを見せても役をもらえず、正団員になれなかった。パリでは人種差別にも遭い、欧米人との体型差を実感して鏡を見ては落ち込むこともあったという。二山は後にこの頃のことを振り返って「もっと自分らしさ、アジア人らしさを出せばよかったと思う」と語っている。
2020年にコロナ禍の中で帰国。帰国後、行き詰まりを感じるほどの失意の中で、人生初のアルバイトをする。スーパー荷出しと老人介護施設事務の仕事を一年半ほど続け、「初めて人の役に立てたと感じた。」という。この時の経験を通じて、二山のバレエへの思いが変った。今迄は自己満足のために踊っていたが、「仕事」として、お客さんが喜んでくれるために、人のために踊ろうと思うようになった、という。二山はSNSなどの発信をしないため、帰国後も、日本に戻っていることは知られていなかったが、次第に関係者に知られはじめ、2021年末から声がかかるようになり、2022年にはフリーランスのダンサーとして毎週のように公演を行っている。

## 人物・評価
普段の二山は、「周囲に気を遣う、気持ちの優しい子」と評されている。指導者の塚田は「とにかく素直。努力が大好きです」とローザンヌ受賞後に述べている。バレエに関しては自分が納得いくまで練習を積み重ね、時には痛み止めを飲んでまで続ける姿をそばで見てきた母は、「バレエをやめさせようと思ったこともあるが、本人は一度もやめたいと言わなかった」と回想し、ローザンヌでの踊りを「今までで一番よかった」とその感動を述べていた。
ローザンヌでの受賞時、二山の身長は1メートル66センチと小柄であった。小柄な分、他人より高く跳び、より早く回ることが必要になるため、厳しく地道な訓練を積み重ねて、正確な基礎技術に支えられた大きな跳躍やしなやかな身体表現を体得していた。
二山について、ケイ・マッゾ（第42回ローザンヌ国際バレエコンクール審査委員長）は「これまでやってきた通りに取り組めばいい。彼の取り組みは細部まで正確だ」と評した。パトリック・アルマン（コンクールクラシック・ヴァリエーション指導者）は、「彼はきれいな、きちんとした動きと繊細さを持ち、たくさんの可能性を秘めている。僕の好きなタイプのダンサーだ」と高い評価を与えた。アレッサンドラ・フェリ（審査委員）は「とても美しく、才能があると思います」と感想を述べ、「踊りはスムースで柔らかい。（中略）ユニークなクオリティを持っています」と続けた。タマラ・ロホ（審査委員）は、「大きな潜在力がある」とその将来性を高く評価した。バレエ評論家の堀菜穂美は、ユース・アメリカ・グランプリでの二山を見て「バレエを見る喜び、バレエ本来の美しさを感じさせてくれるダンサーです。」と評している。